# 石坂洋次郎

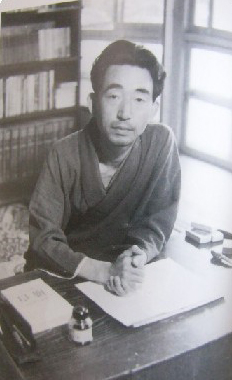

石坂 洋次郎（日語平假名：いしざか ようじろう，1900年1月25日—1986年10月7日），日本小说家，早期多创作纯文学作品，受现代主义影响，战后则多描写庶民百姓的生活，富有反叛精神。

## 生平
石坂洋次郎1900年7月25日生于青森县弘前市。他父亲是开旧衣行和当铺的。1913年石坂洋次郎進入弘前中学，因体弱多病成绩渐渐下降，到高年级，他便热衷于阅读冒险小说和谷崎润一郎的作品。1917年他以记录当地传说的文章参加《少年》杂志征文比赛获奖。
1918年他按父母的要求报考庆应大学理财科（经济系）落第后，在东京正则预备校补习了一年。第二年他不顾父母的反对，考入庆应大学文科预科。1921年他修完预科，升入法语本科，同年，他同横滨圣书学院学生今井浦子结婚。不久，他患肺炎，在妻子照料下免于一死，休学回乡静养。1922年4月他复学改入国文科学习。1923年他结识并师事于著名作家葛西善藏，同他保持密切交往直至葛西去世。1925年3月从庆应大学毕业。同年6月，他放弃了在东京就职的打算，回到青森县，在弘前女子高等学校任教。次年转到秋田县立横手女子高等学校，从这时起他开始陆续发表文学作品。1929年他转到了横手中学校。
1938年他的小说《年轻人》获得巨大成功，一个右翼团体控告他的小说《年轻人》犯有不敬天皇和诬蔑军人罪，后虽被法院判免予起诉，但却不得不申请退职，结束了十四年的教员生活。从此，他便走上了专业创作道路。
1941年他被选为文艺家协会评议员。同年12月太平洋战争爆发，石坂洋次郎被征入伍，做为陆军报导班成员被派到菲律宾。1942年12月又被大本营报导部派到菲律宾视察占领区。同年回国后，他便疏散到弘前妻子的老家。战后，他又开始了旺盛的创作活动，成为最受欢迎的流行作家之一。1948年，他的小说《石中先生行状》被控犯有狠裹嫌疑罪，结果被判暂缓起诉。
1954年，石坂洋次郎夫妇应嫁到美国的女儿夫家之邀到美国旅行，并在儿子的陪同下游历了欧洲。1966年石坂洋次郎被推选为复刊的《三田文学》杂志会长。同年末，他以“以健全的常识不断创作明诀的作品”的功绩，被授予第倚届菊池宽奖。
1971年8月他的妻子患病，在金婚式前去世。丧妻对石坂洋次郎的打击很大，这以后他除随笔外，几乎没有其它作品发表。

## 创作
石坂洋次郎在大学期间开始学习写作，曾用葛西善藏的姓名在杂志上发表习作《老太太》(1925年)。1927年他的处女作《去看海》发表在复刊的《三田文学》上，小说一发表，其具有新鲜感觉的文体便受到文坛的注意。同年7月他又在《三田文学》上发表了〈炉边夜话〉，获当年「水上泷太郎奖」。1928年池在《只田文学》上发表了《坎贝尔夫入访问记》、《一本手记》。这以后经水上泷太郎推荐，石坂洋次郎分别在《文艺春秋》、《时事新报》上短期连载了小说《外交员》（1929年）和《他们是这样想的》（1931年），这两篇都是他们初次在商业性报纸、杂志上发表的作品。
1932年他发表了描写他同葛西善藏交往的小说《金鱼》。1933年他在《三田文学》上发表了长篇小说《年轻人》的第一部分，接着在《三田文学》上陆续连载《年轻人》，至1935年连载完。1936年《年轻人》获第一次「三田文学奖」。
1931年石坂洋次郎开始在思想上倾向当时流行的无产阶级文学，并因此招致夫妻不和。1936年他以这段经历为题材创作并发表了长篇小说《麦粒不死》。《麦粒不死》描写了主人公耽于流行思想而导致家庭破裂，批评了被迫解散的无产阶级文学运动。作品发表后曾引起了一场论战。小说题目出自圣经《约翰福音》第十二章，“一粒麦子掉在麦地如不死掉，就只是一粒麦粒而已”。石坂洋次郎称这是仅此一次的拚尽全力的创作，《麦粒不死》是他全部作品中“唯一想留传下来的作品”。
《年轻人》和《麦粒不死》发表之后，石坂洋次郎便在文坛上确立了作家地位。战前他的主要作品还有《风俗》（1933年）、《壁画》（1934年）、《马骨团始末记》（1934年）、《何处去》（1939年）、《美丽内日历》（1940年）、《一月十三日》（1943年）、《湖水》（1944年）等。
战后，1946年他返回东京，又开始了积极的创作活动。1947年他发表了《割草姑娘》、《马车的故事》和《干草车》。后两篇后来成为《石中先生行状》的一部分。
1948年他在《小说新潮》上连载了长篇小说《石中先生行状》，也受到广大读者的欢迎。在《石中先生行状》里，石坂利用种种滑稽故事，描写了地方百姓的生活和爱情。在《绿色的山脉》获成功后，各报刊纷纷向他约稿，他即成为写连载小说的大家。他这一时期的主要作品有《续石中先生行状》（1953年—1954年）、《女人的脸》（1948年）、《在山的那一边》、《山丘花盛开》（1952年）、《母亲的自画像》、（1951年）、《白色的桥》（1955年）、《向阳的坡道》（1957年）、《八仙花的歌》（1959年）、《在河边》（1961年）、《水写成的故事》（1965年）、《花和果实》（1967年）、《谁的椅子》（1969年）等等。他的小说拥有众多的读者，同时有很多校改编成电影或被电台播出。